# David Noel Ramírez Padilla
David Noel Ramírez Padilla (San Juan de los Lagos, Jalisco, 12 de enero de 1950-28 de enero de 2025)fue un académico mexicano, escritor, asesor de empresas y organizaciones de la sociedad civil y conferencista en múltiples foros. Rector del Tecnológico de Monterrey del 1 de enero de 2011 al 30 de junio de 2017.
Se graduó de Contador Público con mención honorífica de excelencia en el Tecnológico de Monterrey en 1972. Obtuvo el grado de Maestría en Administración con especialidad en Finanzas, también con mención honorífica de excelencia en 1974 en el mismo instituto.

## Trayectoria profesional
Fue director de carrera, director de departamento y director de la Escuela de Negocios del Tecnológico de Monterrey. En 1991 fue nombrado Rector de la Zona Norte. A partir de 2009, ocupó la posición de Rector de las Zonas Norte, Sur y Occidente, y fue el responsable de supervisar el desarrollo y crecimiento de la Universidad Tec Milenio.
Fue rector del Tecnológico de Monterrey del 1 de enero de 2011 al 30 de junio de 2017, una institución que agrupa a 31 campus en la República Mexicana, con 90 000 alumnos, casi 10 000 profesores y 15 000 colaboradores.

## Publicaciones
Fue autor de diversos artículos en Finanzas, Contabilidad y Ética, así como de diez libros. Varios de ellos se utilizan como texto en universidades de México y América Latina:
1. Contabilidad de Costos, un enfoque para la Toma de Decisiones
2. Empresas Competitivas
3. Integridad en las Empresas: Ética para los Nuevos Tiempos
4. Felicidad, ¿dónde estás?
5. Parejas Sedientas de Felicidad
6. Edad Dorada: Vívela a Plenitud
7. Hipoteca Social
8. Formar para Trascender
9. Basta de Indiferencia

## Profesor y ponente
Fue un enamorado de la docencia. Mentor de generaciones, impartió clases durante 100 semestres consecutivos. Compartió su experiencia financiera y contable en múltiples participaciones como ponente en diversos foros.
Promotor incansable de los valores, la ética y la hipoteca social, sostuvo que ellos son «la piedra angular para tener una sociedad más humana y justa para todos», y compartió esta filosofía en miles de conferencias en México y América Latina.

## Reconocimientos
Fue honrado con numerosos reconocimientos, entre los que destacan:
- Premio PriceWaterhouse 1972 al mejor estudiante de contabilidad
- Presea Profesor Distinguido 1997, por el Instituto Mexicano de Contadores Públicos
- Medalla al Mérito Cívico 1999, por el Gobierno de Nuevo León
- Caballero de la Orden de San Gregorio Magno 2002, por Su Santidad Juan Pablo II, distinción que se entrega a laicos que son promotores de los valores morales
- Presea Jalisciense Distinguido 2005, por el Gobierno del Estado de Jalisco otorgada a jaliscienses que han trascendido en el ámbito profesional
- Presea a la Participación Ciudadana Lic. Ricardo Margáin Zozaya 2006, por el Consejo Cívico de las Instituciones de Nuevo León en reconocimiento a su entrega a la promoción de valores éticos en el país
- Presea McGraw-Hill 2011, por ser el autor más prolífico de libros de habla hispana y con el mayor número de copias vendidas en su editorial
- Presea Rafael Guízar y Valencia 2014, por la Conferencia del Episcopado Mexicano concedida por su pasión por promover en todo México el compromiso con la ética, la participación ciudadana y el pago de la hipoteca social
- En 2014 el ayuntamiento de San Juan de los Lagos –su tierra natal– lo honró otorgando al malecón que circunda la ciudad el nombre de «David Noel Ramírez Padilla» y le entregó la presea Dr. Pedro de Alba
- Medalla al Mérito Ciudadano 2014, por el Ayuntamiento de San Pedro Garza García Nuevo León
- Reconocimiento Rotario a la Responsabilidad Social Dr. Carlos Canseco González 2016
- Premio al Mérito Cívico 2016, por el Club Harvard de exalumnos en Monterrey en reconocimiento a su destacada trayectoria de vida y entrega al servicio de la comunidad

## Consejos
Su actividad profesional y personal lo llevó a presidir o a formar parte del consejo directivo de diversas asociaciones e institutos profesionales, empresas y organizaciones de la sociedad civil. Fue consejero de:
- Coca Cola FEMSA
- Grupo Financiero ABC
- BANORTE
- Perfeccionamiento Integral AC
- Dividiendo para la Comunidad AC
- Al Servicio de mis Hermanos ABP

Fue presidente del Consejo de la Asociación Mexicana de Universidades Privadas (AMUP).

## Legados
Su trayectoria y congruencia con su filosofía le permitieron desarrollar un fuerte liderazgo y autoridad moral, lo cual fue clave para tatuar el compromiso ético, de participación ciudadana y de pago de la hipoteca social en directivos, profesores, alumnos, egresados y colaboradores del Tecnológico de Monterrey. Fue mentor de nuevos talentos apoyando el desarrollo de sus colaboradores con un fuerte liderazgo integral.
En los últimos 20 años, lideró la construcción de 22 centros comunitarios en el área metropolitana de Monterrey, cuya misión es formar integralmente a los miembros de una comunidad para elevar su nivel de vida, de tal forma que sean seres humanos que conozcan el bien, amen el bien y hagan el bien, y a través de ello encuentren su realización y felicidad.
Fortaleció la participación de profesores y estudiantes del Tecnológico de Monterrey en proyectos que ofrezcan soluciones a los desafíos que enfrentan las comunidades marginadas, con el objetivo de crear en ellos la conciencia de que el saber es para servir, especialmente a la población más desprotegida, de tal suerte que todos tengamos una vida digna. Tuvo la convicción de que la investigación es la mejor aliada para enfrentar los grandes retos de nuestro país, en especial, en la base de la pirámide.
Plasmó su filosofía de vida y su visión del ser humano en los nueve libros que publicó, así como en innumerables artículos y miles de conferencias que impartió a nivel nacional e internacional.
Fue originario de San Juan de los Lagos, Jalisco. Durante 38 años, estuvo casado con Magdalena Margáin, con quien tuvo dos hijos: Magdalena y David Noel, y cuatro nietas.